# Hrabstwo Sierra (Kalifornia)
Hrabstwo Sierra (ang. Sierra County) – hrabstwo w stanie Kalifornia w Stanach Zjednoczonych. Obszar całkowity hrabstwa obejmuje powierzchnię 961,97 mil² (2491,49 km²). Według szacunków United States Census Bureau w roku 2009 miało 3174 mieszkańców.
Hrabstwo powstało w 1852 roku. 
Na jego terenie znajdują się:
- miejscowości – Loyalton,
- CDP – Downieville, Alleghany, Calpine, Goodyears Bar, Pike, Sattley, Sierra Brooks, Sierra City, Sierraville, Verdi